# Iglesia de Nuestra Señora de la Asunción (Tembleque)
La iglesia de Nuestra Señora de la Asunción es un templo católico del siglo XVI que combina los estilos gótico y renacentista. Está situado en el municipio español de Tembleque, en la provincia de Toledo. Fue declarado Bien de Interés Cultural en 2012.

## Historia
La expedición a Orán de 1509, comandada por el cardenal Cisneros, puede considerarse el acontecimiento impulsor de la construcción de la iglesia de Nuestra Señora de la Asunción. Efectivamente, en agradecimiento al millón de maravedíes y la compañía de soldados suministrados por la localidad de Tembleque, Cisneros realizó cuantiosos donativos para la edificación del templo, a los que se sumarían las aportaciones de los priores de San Juan y las de los propios vecinos de Tembleque.

## Descripción
Se trata de un edificio de transición entre el Gótico y el Renacimiento. Construido en lo esencial en la primera mitad del XVI, las modificaciones ejecutadas entre 1582 y 1596 fueron supervisadas por Nicolás Vergara el Mozo. Tiene planta de cruz latina, una sola nave de altura considerable y cabecera poligonal. La fábrica es de sillería con poderosos contrafuertes en el exterior. En el interior actúan como soportes de la fábrica tanto pilares góticos como columnas renacentistas separando los tramos en que se distribuye la nave, cuya cubierta presente bóveda de crucería con abundantes nervios.

### Capillas
El templo presenta varias capillas que aprovechan los espacios entre los contrafuertes. Las del Baptisterio, de San Ramón y del Cristo de las Misericordias son de estilo gótico mientras que otras fueron transformadas en el siglo XVIII. Es el caso de las magníficas capillas de Jesús de Nazareno (1765) y de la Virgen del Rosario (1756), esta última dotada por Antonio Fernández de Alejo, caballero de la Orden de Santiago.

### Portadas

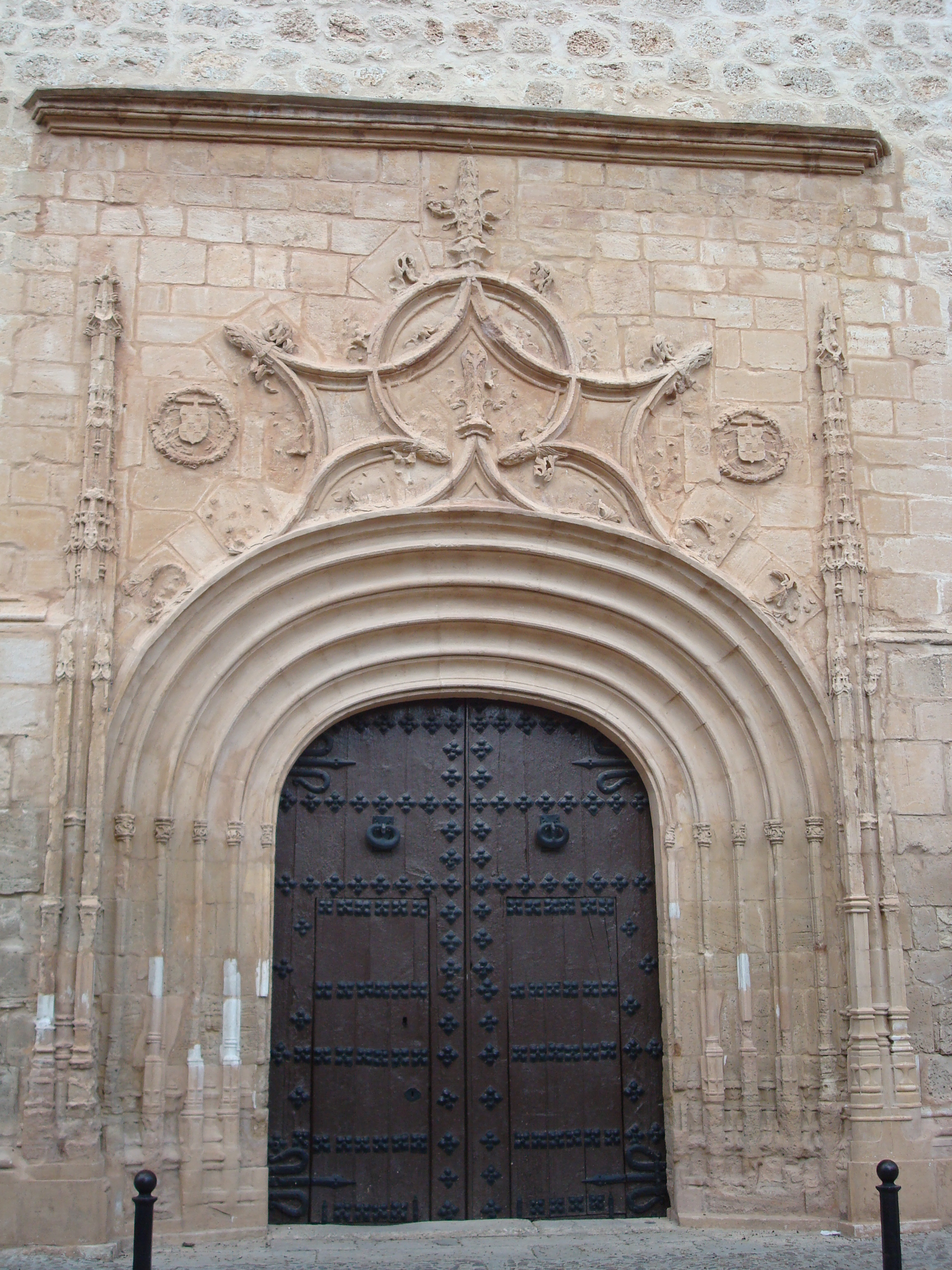
Portada principal, de estilo gótico.

La portada principal, de marcado carácter gótico, cuenta con arcos carpaneles en gradación flanqueados por dos altas agujas y remate de escudos. La portada lateral, situada en el costado norte, data del siglo XVII.

### Torre
Elemento muy destacable del templo es su torre. Situada al lado izquierdo de los pies de la iglesia, presenta tres cuerpos superpuestos. El inferior es cúbico y ochavados los dos superiores, con vanos rematados por arcos de medio punto. En el tercer cuerpo los arcos están remarcados por almohadillado. Corona la torre un antepecho de balaustres y pináculos que da paso a un agudo chapitel de pizarra y plomo, con bola y veleta.

### Obras recientes de mejora
Entre los años 2011 y 2015 se llevaron a cabo diferentes obras de mejora en el templo como el arreglo en su totalidad de los tejados del edificio y reformas en las capillas de Jesús de Nazareno y de la Virgen del Rosario, estando en gran estado de deterioro esta última con anterioridad.